# Michel Déon

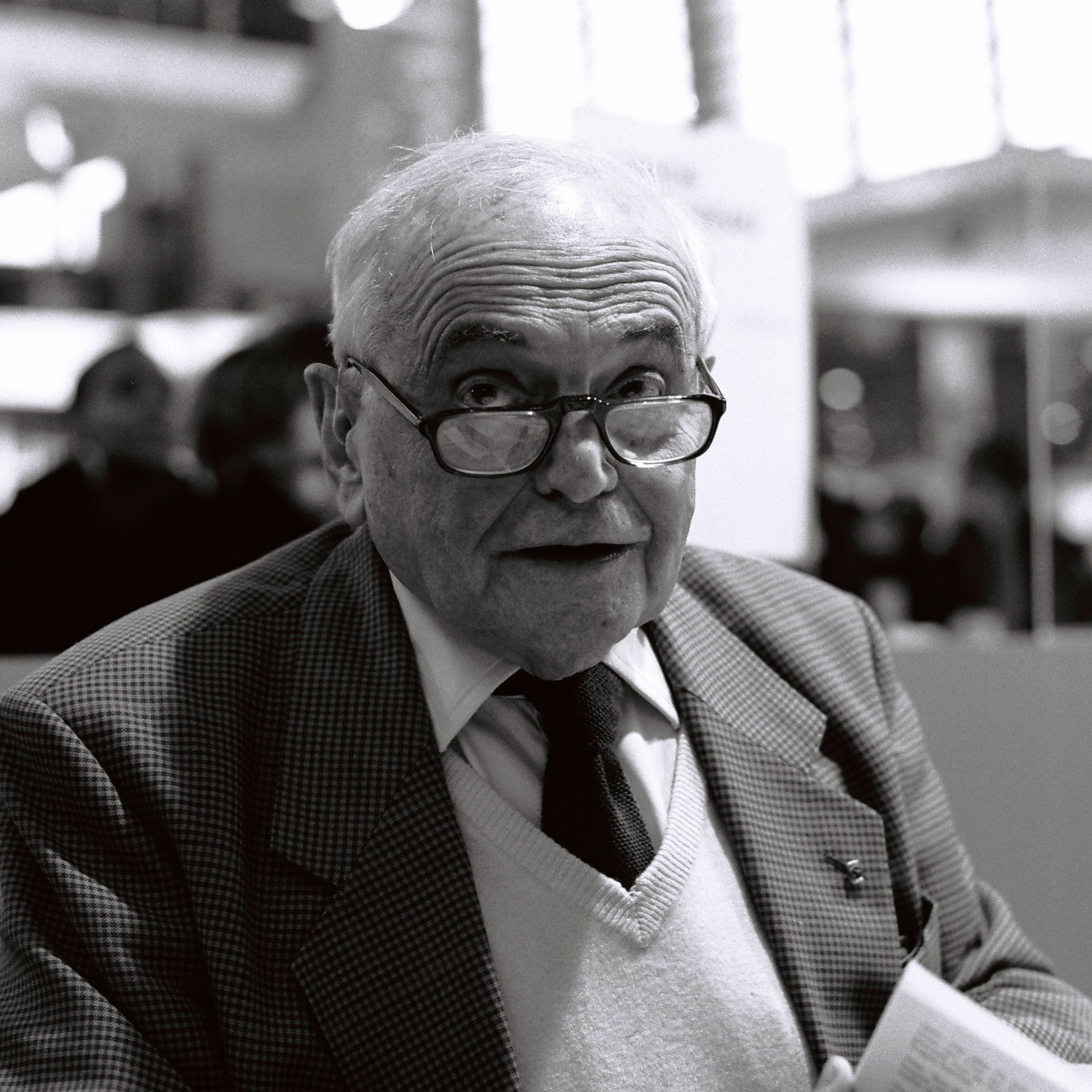
Déon in 2012

Michel Déon (Parijs, 4 augustus 1919 – Galway, 28 december 2016) was een Franse schrijver en lid van de Académie française.
Michel Déon, in zijn jonge jaren medewerker bij de Action Française van Charles Maurras, heeft tientallen romans en talloze artikelen geschreven.
Hij wordt beschouwd als een lid van de Hussards, een literaire stroming die zich in de jaren vijftig-zestig verzette tegen de existentialisten zoals Jean-Paul Sartre. De harde kern van de beweging werd onder meer gevormd door de vroeg gestorven Roger Nimier die als hun leider beschouwd werd, Antoine Blondin en Jacques Laurent. De modellen en beschermheren van deze schrijversbeweging waren Jacques Chardonne en Paul Morand.
Déon was een onvermoeibaar globetrotter: na de Tweede Wereldoorlog trok hij weg uit Parijs om perscorrespondent in Zwitserland en Italië te worden. In 1950 kon hij dankzij een beurs lange tijd in de Verenigde Staten en in Canada verblijven. Hij leefde ook in Portugal en in Griekenland. Zijn reizen en verblijven in het buitenland betekenden een belangrijke inspiratiebron voor zijn werken. Zo vormde de roman La Corrida (1952) de neerslag van zijn verkenning van Noord-Amerika en schreef hij Le balcon de Spetsai (1961) naar aanleiding van zijn eerste verblijf in Griekenland.
Tot zijn belangrijkste werken worden gerekend Les poneys sauvages uit 1970, bekroond met de Prix Interallié, en Un taxi mauve, waarvoor hij in 1973 de Grand Prix du roman de l'Académie française ontving. Deze laatste roman speelt zich af in Ierland waar Déon lange jaren woonde tot aan zijn overlijden in 2016. Het verhaal werd in 1977 verfilmd door Yves Boisset. Ook de Bildungsroman Le Jeune Homme vert (1975) dateert uit dezelfde succesrijke jaren zeventig en kende twee jaar later een vervolg met Les Vingt Ans du jeune homme vert.
In 2005 schreef hij Cavalier, passe ton chemin!, verhalen vol herinneringen aan 'zijn' Ierland. In 2011 liet hij De Marceau à Déon, De Michel à Félicien, Lettres 1955-2005 verschijnen, de bundeling van de correspondentie die hij onderhield met Félicien Marceau, ook een prominent lid van de Hussards.
In 1996 kreeg hij de Grand prix Jean-Giono voor het geheel van zijn werk. In 2010 werd de Prix Jean Ferré aan hem toegekend door de luisteraars van Radio Courtoisie.
Vanaf 1978 was hij lid van de Académie française.
Déon overleed eind 2016 op 97-jarige leeftijd aan longembolie in Ierland.
- Bibsys: 90163291
- Biblioteca Nacional de España: XX1104995
- Bibliothèque nationale de France: cb118996351 (data)
- CiNii: DA02554149
- Gemeinsame Normdatei: 118904345
- International Standard Name Identifier: 0000 0001 2147 4967
- Library of Congress Control Number: n50001709
- Nationale Bibliotheek van Letland: 000063161
- Bibliotheek van het Japanse parlement: 00437701
- Nationale Bibliotheek van Tsjechië: xx0008442
- Nationale bibliotheek van Australië: 36554279
- Nationale Bibliotheek van Israël: 987007260668405171
- Nationale Bibliotheek van Polen: a0000001122136
- Nationale en Universitaire bibliotheek Zagreb: 000169586
- Nederlandse Thesaurus van Auteursnamen: 071340734
- Réseau des bibliothèques de Suisse occidentale: 02-A003203697
- LIBRIS: 399833
- Système universitaire de documentation: 026824914
- Trove: 1289284
- Virtual International Authority File: 109799565
- WorldCat: E39PBJjhxVWT6DtrQGvHxVqmh3